# Joachim Schultis
Joachim Bernhard Schultis (* 10. Februar 1943 in Sindelfingen) ist ein deutscher Kommunalpolitiker.

## Leben
Schultis absolvierte zunächst eine Ausbildung zum Vermessungstechniker beim Staatlichen Vermessungsamt Böblingen. Anschließend studierte er Geographie, Geschichte und Volkswirtschaftslehre an der Eberhard Karls Universität Tübingen. 1966 wurde er Mitglied der katholischen Studentenverbindung AV Guestfalia Tübingen im CV, aus der er nach 2001 ausschied. 1970 wurde er zum Dr. phil. promoviert. Von 1970 bis 1972 war er wissenschaftlicher Mitarbeiter am Fachbereich Geschichte der Universität Tübingen. Von 1972 bis 1974 war er Oberregierungsrat im Parlamentarischen Beratungsdienst des Landtags von Baden-Württemberg.
1974 wurde Schultis als Nachfolger von Eugen Breitling zum Bürgermeister von Nagold gewählt. Mit der Erhebung Nagolds zur Großen Kreisstadt am 1. Januar 1981 erhielt er die Amtsbezeichnung Oberbürgermeister. Er amtierte bis 1992. Ihm folgte Rainer Prewo nach.
1992 wurde Schultis vom Gemeinderat zum Baubürgermeister und Ersten Bürgermeister (Stellvertreter des Oberbürgermeisters) von Heidelberg gewählt. Er folgte Karl Korz nach. Ende Juli 2000 legte Schultis das Amt aus gesundheitlichen Gründen nieder. Ihm folgte Raban von der Malsburg nach. Schultis war bis zu seinem Parteiaustritt im Jahr 2002 Mitglied der CDU.
Schultis war Honorarprofessor für Angewandte Geographie mit Schwerpunkt Stadtplanung der Universitäten Tübingen (ab 1985) und Heidelberg (ab 1993). Von 1999 bis 2010 war er Kuratoriumsvorsitzender des Max-Planck-Instituts für Kernphysik.
Schultis ist verheiratet und hat vier Kinder.

## Werke
Selbstständige Schriften
- Bevölkerungsprobleme in Tropisch-Afrika. Tübingen 1970.
- Entwicklungstendenzen kommunaler Planung: Materialien zur Einführung in die Stadtentwicklungsplanung. Nagold 1984.
- Unrecht Unrecht nennen: Beitrag zur neueren Geschichte Nagolds. Nagold 1986.

Herausgeberschaften
- mit Bernhard Kirchgässner: Wald, Garten und Park: vom Funktionswandel der Natur für die Stadt. Thorbecke, Sigmaringen 1993 (= Stadt in der Geschichte, 18), ISBN 978-3-7995-6418-2.